# Palazzo Chiericati
Palazzo Chiericati è un edificio rinascimentale sito a Vicenza in piazza Matteotti, a fianco della parte terminale di corso Palladio. Progettato nel 1550 come residenza nobiliare per i conti Chiericati dall'architetto Andrea Palladio e costruito a partire dal 1551, fu completato solo alla fine del Seicento. Sede storica del museo civico dal 1855, ospita un allestimento permanente di pittura che va dal tardo tredicesimo secolo fino al diciassettesimo secolo con focus sulla pittura vicentina e veneta. Le opere esposte sono parte della collezione civica del comune di Vicenza, composta da migliaia di elementi con un nucleo di pittura e scultura ma anche stampe, disegni e numismatica, oltre a tessuti e giocattoli frutto di decadi di acquisizioni e generose donazioni.
Il palazzo è inserito dal 1994 nella lista dei Patrimoni dell'umanità dell'UNESCO assieme alle altre architetture palladiane della città nel sito La città di Vicenza e le ville di Palladio del Veneto.
Ospita il Museo civico di Palazzo Chiericati.

## Storia

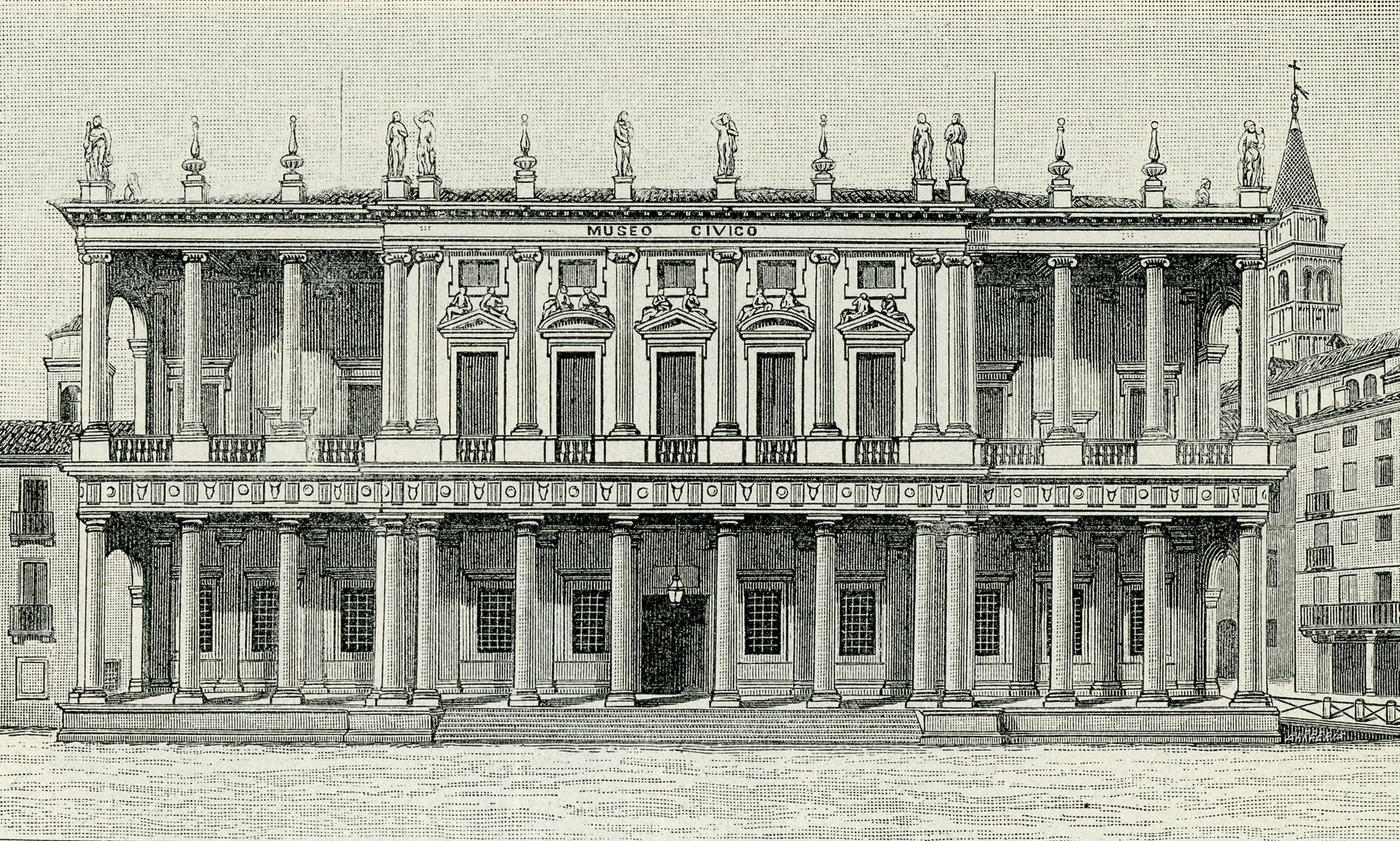
La facciata in una incisione del 1903

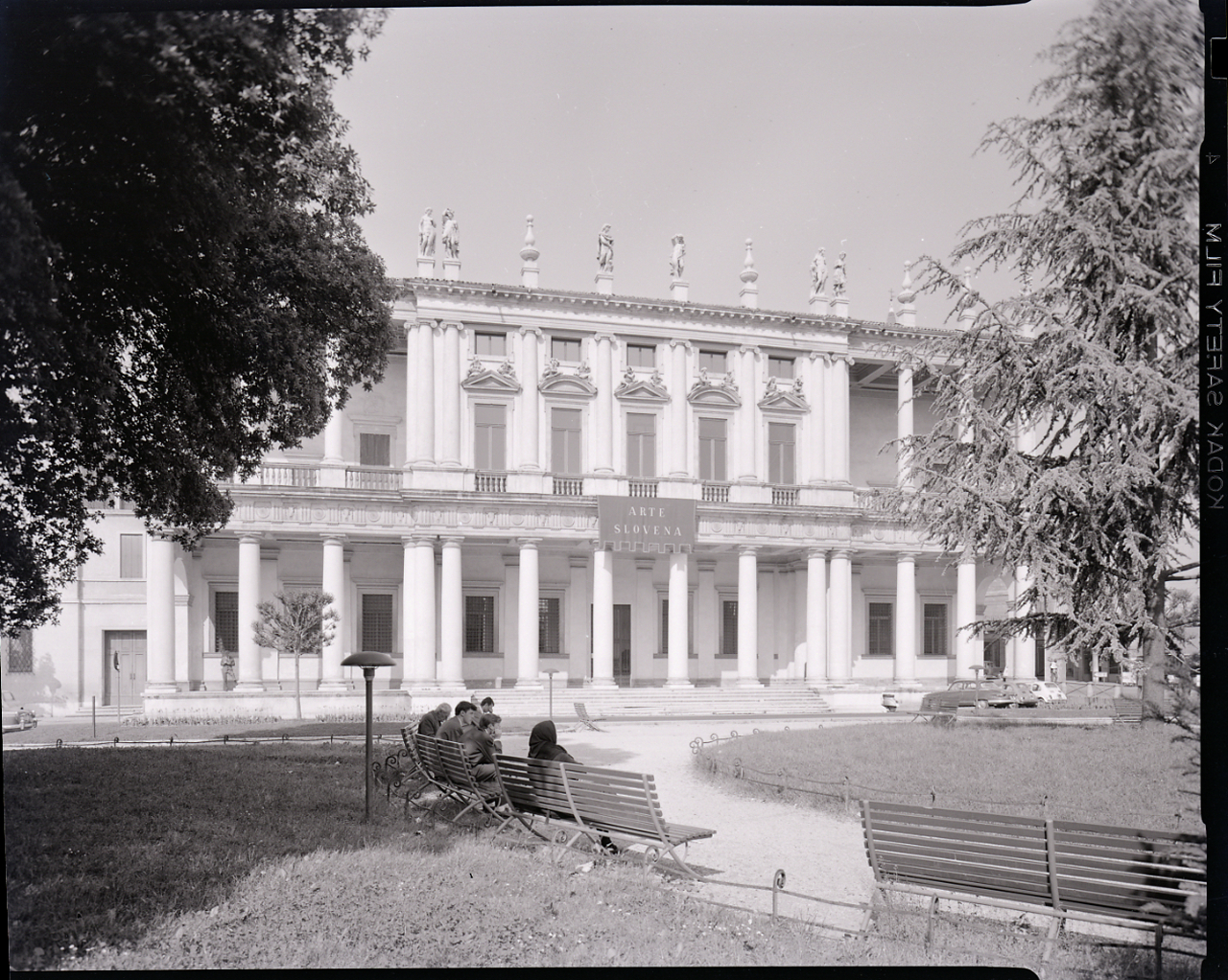
Il palazzo fotografato da Paolo Monti nel 1966

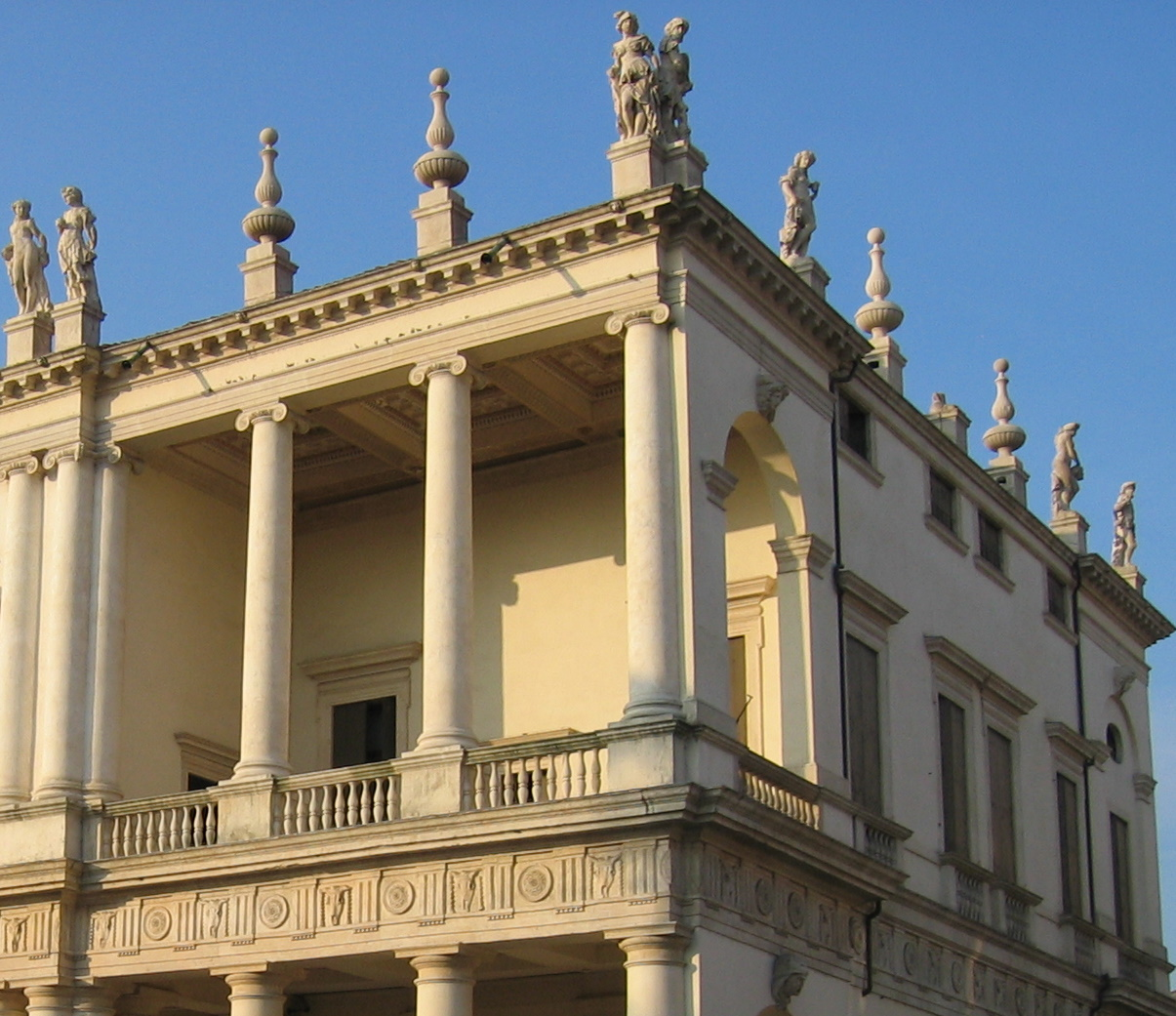
Dettaglio dell'angolo della loggia superiore su Corso Palladio

Il palazzo fu commissionato ad Andrea Palladio dal conte Girolamo Chiericati agli inizi del 1550. Nel novembre di quell'anno Chiericati registra nel proprio “libro dei conti” un pagamento a favore dell'architetto per i progetti della propria residenza in città. Nello stesso mese, Girolamo è chiamato a sovraintendere alla gestione del cantiere delle Logge della Basilica, inauguratosi nel maggio del 1549. Tale coincidenza non è affatto casuale: insieme a Giangiorgio Trissino, Chiericati era tra i fautori dell'affidamento del prestigioso incarico pubblico al giovane Palladio, per il quale si era battuto in prima persona in Consiglio, e a lui ricorreva per la propria abitazione privata. Del resto anche suo fratello Giovanni, pochi anni più tardi, commissionerà all'architetto la villa di Vancimuglio.
Nel 1546 Girolamo aveva ottenuto in eredità alcune vecchie case prospicienti alla cosiddetta “piazza dell'Isola” (oggi Piazza Matteotti), uno spazio aperto all'estremità est della città, che doveva il proprio nome all'essere circondato su due lati dal corso del Retrone e dal Bacchiglione, che confluivano l'uno nell'altro: porto fluviale cittadino, l'Isola era sede del mercato di legname e bestiame. L'esiguità del corpo delle vecchie case spinge Girolamo a chiedere al Consiglio cittadino di poter utilizzare una fascia di circa quattro metri e mezzo di suolo comunale antistante le sue proprietà per realizzarvi il porticato della propria abitazione, garantendone una disponibilità pubblica. All'accoglimento dell'istanza segue l'immediato avvio del cantiere nel 1551, per arrestarsi nel 1557 alla morte di Girolamo, il cui figlio Valerio si limita a decorare gli ambienti interni, coinvolgendo una straordinaria équipe di artisti: Ridolfi, Zelotti, Fasolo, Forbicini e Battista Franco.
Il palazzo rimase incompiuto per più di un secolo (frammento simile all'attuale palazzo Porto in piazza Castello), interrotto a metà della quarta campata, così come documentano la Pianta Angelica e i taccuini dei viaggiatori. Fu completato solo intorno al 1680, seguendo i disegni che il progettista - morto un secolo prima, nel 1580 - aveva pubblicato nel suo trattato I quattro libri dell'architettura del 1570.
Il Comune di Vicenza acquistò il palazzo nel 1839 dalla famiglia Chiericati, con l'intenzione di raccogliervi le civiche collezioni d'arte. Restaurato dagli architetti Berti e Giovanni Miglioranza, il museo civico fu inaugurato il 18 agosto 1855. Il corpo occidentale del cortile fu realizzato nell'Ottocento. Miglioranza inoltre demolì la casa confinante che segnava il passaggio della piazza dell'Isola nel corso Palladio, mutando il contesto originario.
Nell'Ottocento al museo pervennero grandi lasciti gentilizi, tra cui vari capolavori e una raccolta di disegni di Palladio.
Dopo il restauro dei vicini Chiostri di Santa Corona nel 1991, le collezioni archeologiche e naturalistiche furono spostate in quella sede più ampia.
Assieme alle altre architetture palladiane di Vicenza, il palazzo è inserito dal 1994 nella lista dei Patrimoni dell'umanità dell'UNESCO. Dal 1998 al 2000 ha subito un esteso intervento di restauro.

## Descrizione

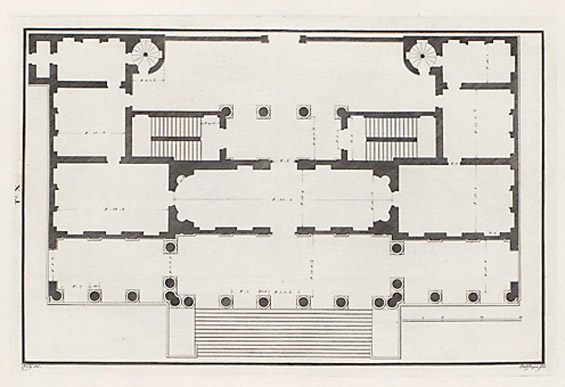
Pianta (Ottavio Bertotti Scamozzi, 1776)

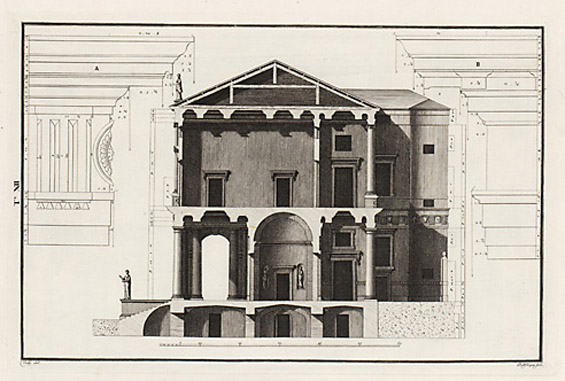
Sezione (Ottavio Bertotti Scamozzi, 1776)

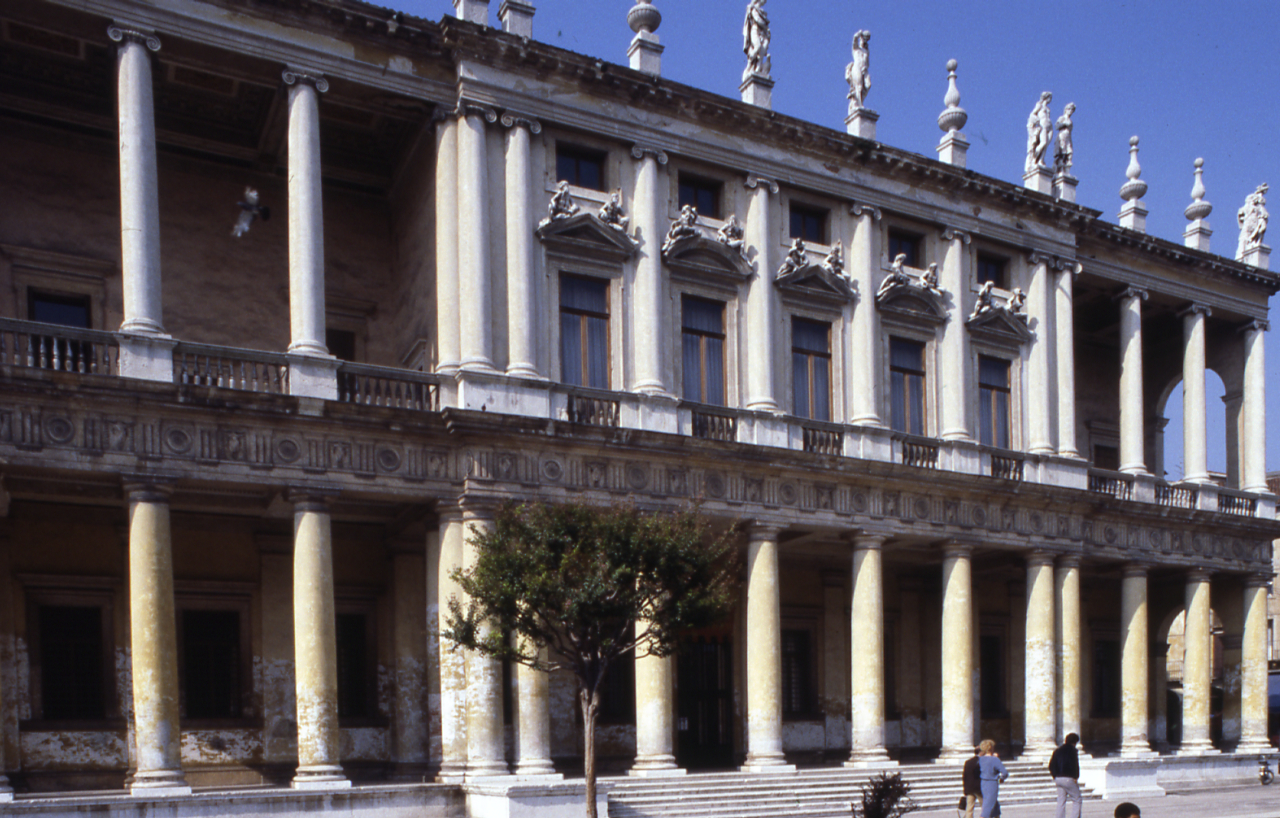
La doppia loggia. Foto di Paolo Monti, 1980.

Palladio per questo edificio utilizzò una tipologia per l'epoca inedita per le residenze cittadine, che ricorda in parte quella delle sue ville. Il palazzo, di imponenti dimensioni, è costituito da un corpo centrale con due ali simmetriche leggermente arretrate, dotate di grandi logge al livello del piano nobile.
Esistono diversi autografi palladiani che restituiscono l'evolversi del progetto, da una prima soluzione dove il portico aggetta solamente al centro della facciata (per altro coperto da un timpano, come sarà per villa Cornaro) sino a quella attuale.  La pianta è determinata dalle strette dimensioni del sito: un atrio biabsidato centrale è fiancheggiato da due nuclei di tre stanze con dimensioni armonicamente legate (3:2; 1:1; 3:5), ognuna con una scala a chiocciola di servizio e una monumentale al lato della loggia posteriore (un altro elemento che tornerà nelle ville Pisani a Montagnana e Cornaro a Piombino, per altro costruite negli stessi anni).
Per conferire magnificenza all'edificio, ma anche per proteggerlo dalle frequenti inondazioni (e dai bovini che venivano venduti davanti al palazzo nei giorni di mercato), Palladio lo solleva su un podio, che nella parte centrale mostra una scalinata chiaramente mutuata da un tempio antico.
Il piano inferiore presenta un portico colonnato, lungo tutta la facciata, in ordine dorico, con la relativa trabeazione che presenta il classico fregio con metope e triglifi alternati; il piano superiore, in ordine ionico con la relativa trabeazione con fregio continuo, è chiuso nella parte centrale del prospetto e presenta due eleganti logge alle estremità.
La straordinaria novità costituita da palazzo Chiericati nel panorama delle residenze urbane rinascimentali deve moltissimo alla capacità palladiana di interpretare il luogo in cui sorge: un grande spazio aperto ai margini della città, davanti al fiume, un contesto che lo rende un edificio ambiguo, palazzo e villa suburbana insieme. Sulla piazza dell'Isola, Palladio imposta una facciata a doppio ordine di logge in grado di reggere visivamente lo spazio aperto, e che si pone come elemento di un ipotetico fronte di un Foro romano antico.
L'armonica facciata è strutturata in due ordini sovrapposti, soluzione fino ad allora mai utilizzata per una residenza privata di città, con un coronamento di statue. Sebbene logge sovrapposte siano presenti in palazzo Massimo a Roma del Peruzzi e nel Cortile antico del Bo di Moroni a Padova, l'uso che di esse ne fa Palladio nella facciata di palazzo Chiericati è qualcosa di assolutamente inedito per forza e consapevolezza espressiva.
La Basilica e palazzo Chiericati rappresentano il passaggio definitivo dall'eclettismo dei primi anni alla piena maturità di un linguaggio dove stimoli e fonti provenienti dall'Antico e dalle architetture contemporanee sono assorbiti in un sistema ormai specificatamente palladiano. Compare qui per la prima volta la chiusura del fianco delle logge con un tratto di muro in cui si apre un'arcata: una soluzione mutuata dal Portico di Ottavia a Roma che diventerà usuale nei pronai delle ville.

## Collezioni

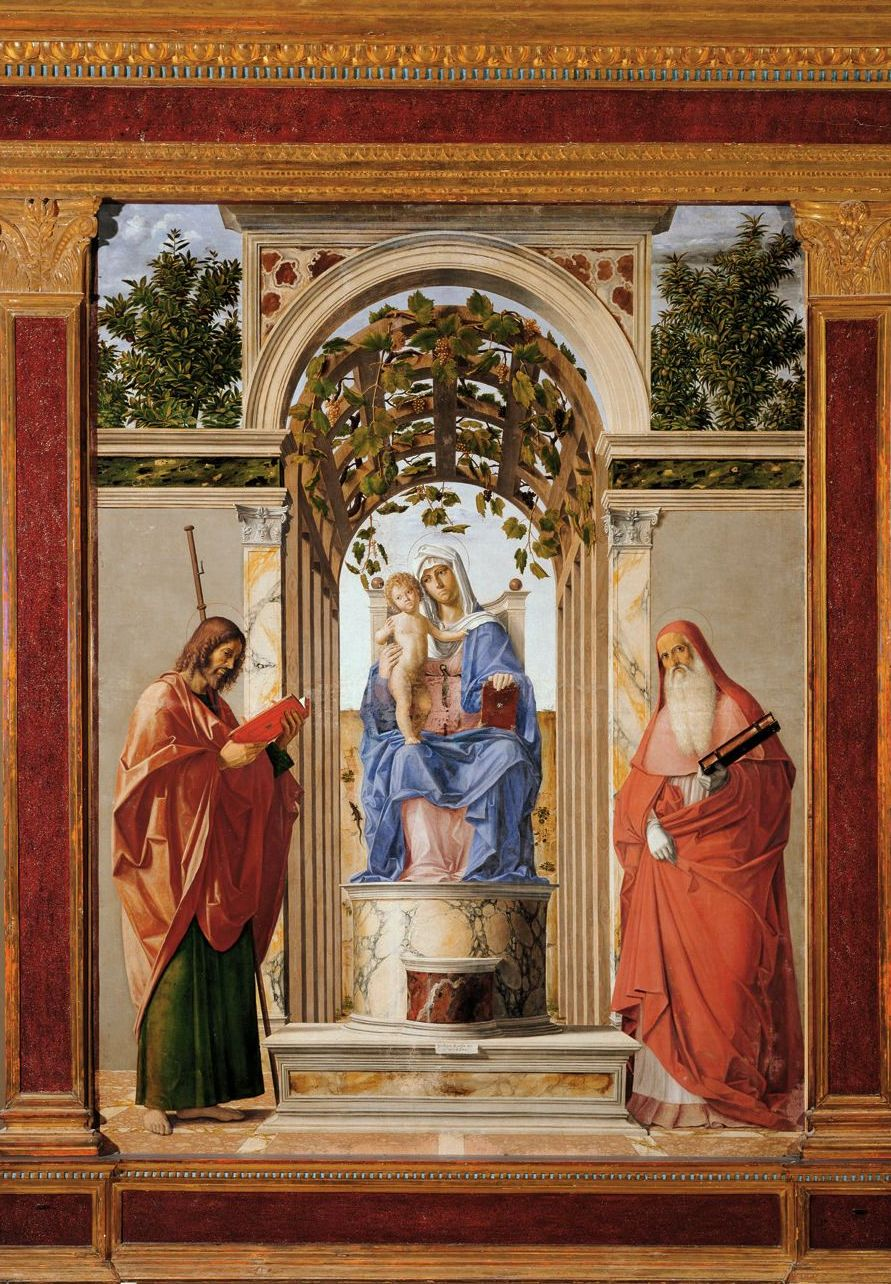
Cima da Conegliano, Madonna col Bambino in trono tra i santi Giacomo apostolo e Girolamo, 1489.

Il museo civico di Palazzo Chiericati ospita le collezioni di pittura e scultura, il gabinetto dei disegni e delle stampe e il gabinetto numismatico. I sotterranei sono utilizzati come spazi per esposizioni temporanee. 
L'epoca romanica e medioevale è rappresentata da alcuni resti di statue, sarcofaghi e  polittici trecenteschi a fondo oro, tra cui spiccano le quattro piccole icone con la leggenda di San Silvestro di Battista da Vicenza. 
Il rinascimento è rappresentato da pregevoli ritratti di nobili vicentini,  medaglie e opere dello scultore vicentino classicista Valerio Belli. Nel salone centrale sono esposti mappamondi e dipinti di soggetto allegorico.
Vari lasciti gentilizi ottocenteschi hanno fornito alla pinacoteca capolavori di Tintoretto (per esempio, Sant'Agostino risana gli sciancati), Paolo Veronese (Madonna e santi), Van Dyck (Le età dell'uomo), Hans Memling (Crocifissione: Cristo crocifisso con la Madonna, i santi e due abati cistercensi), Marco Palmezzano (Cristo morto fra Nicodemo, Giovanni e la Maddalena), Sebastiano e Marco Ricci, Luca Giordano, Tiepolo (tra le sue opere, L'Immacolata Concezione) e Piazzetta (Estasi di San Francesco). Una raccolta di 33 disegni di Palladio fu donata al museo da Gaetano Pinali nel 1839.
Tra i dipinti, una sala è allestita scenograficamente con le pale d'altare rinascimentali provenienti dalla distrutta chiesa di San Bortolo (Bartolomeo), opera di Bartolomeo Montagna, Giovanni Buonconsiglio, Cima da Conegliano, Giovanni Speranza e Marcello Fogolino. 
Tra le opere a carattere civile, sono esposti sette lunettoni seicenteschi  raffiguranti Glorificazioni di Podestà veneziani, di Jacopo Bassano, Francesco Maffei, Giulio Carpioni. e la tela che raffigura San Vincenzo, patrono della città con il cd." gioiello di Vicenza", una raffigurazione in scala del centro storico cittadino, un antico ex voto realizzato in argento e offerto alla Madonna.
Il settecento è rappresentato da varie opere paesaggistiche, alcuni quadri di genere e le due grandi pale dell'Immacolata concezione di  Giambattista Tiepolo e San Francesco in estasi di Giovanni Battista Piazzetta, provenienti dalla chiesa vicentina di Araceli.
Il lascito del marchese Giuseppe Roi consistente donazione di dipinti, sculture e incisioni di artisti quali Édouard Manet, Camille Pissarro, Pablo Picasso, John Singer Sargent, Medardo Rosso, Giovanni Boldini, Pisanello, Garofalo, Canaletto, Giambattista Tiepolo oltre a mobilio di antiquariato è dal 2012 allestito nel sottotetto del palazzo.